# Aimo Kaarlo Cajander
Aimo Kaarlo Cajander (Uusikaupunki, 4 de abril de 1879 – Helsinque, 21 de janeiro de 1943) foi um botânico e político finlandês, que serviu como primeiro-ministro da Finlândia em três mandatos. Era um dos principais nomes do país em silvicultura nas décadas de 1920 e 1930.
Cajander era graduado e pós-graduado em filosofia e trabalhou como professor de botânica e silvicultura na Universidade de Helsinque. Em 1903, empreendeu uma viagem à Sibéria para coletar material para sua dissertação.
Na política, Cajander associou-se ao Partido Nacional Progressista em 1927 e serviu como ministro da defesa no governo de Oskari Mantere. Em 10 de abril de 1937, foi condecorado com a Ordem das Três Estrelas da Letônia.